# Jeff Sharlet
Jeff Sharlet (* 1972) ist ein US-amerikanischer Journalist und Autor verschiedener Publikationen über religiöse Subkulturen in den Vereinigten Staaten.
Sharlet ist Mitgründer zweier Online-Journale, von Killing the Buddha, einem Magazin über Religion, und The Revealer, einer täglichen Übersicht über Religion und Medien, welches von dem Center for Religion and Media der New York University publiziert wird. Sein gleichnamiger Onkel, Jeff Sharlet, war ein prominenter Friedensaktivist im Kontext des Vietnamkriegs.
Jeff Sharlet lebt in Brooklyn, New York.

## Veröffentlichte Bücher
- mit Peter Manseau: Killing the Buddha. A Heretic's Bible. Free Press, New York NY 2004, ISBN 0-7432-3276-3.
- The Family. The Secret Fundamentalism at the Heart of American Power. HarperCollins, New York NY 2008, ISBN 978-0-06-055979-3.
- als Herausgeber mit Peter Manseau: Believer, Beware. First-Person Dispatches from the Margins of Faith. Beacon Press. Boston MA 2009, ISBN 978-0-8070-7739-9.
- C Street. The Fundamentalist Threat to American Democracy. Little, Brown and Company, New York NY u. a. 2010, ISBN 978-0-316-09107-7.